# 澤克爾 (喬治亞州)
澤克爾（英語：Zirkle）是位於美國喬治亞州皮爾斯縣的一個鬼鎮。

## 地理
澤克爾所處的海拔為高於海平面17米（即56英呎），而該地所採用的時區為UTC-5，即北美东部時區（EST）。同時該地設有夏令時間，為UTC-5調快一小時，即UTC-4（EDT）。